# 滝口琳々
滝口 琳々（たきぐち りんりん、原作（姉）：10月23日 - 、作画（妹）：5月28日 - ）は、日本の漫画家。神奈川県横浜市出身、在住。中国史を舞台にした歴史漫画作品を多く発表している。
2人の姉妹の共有ペンネームで、姉が原作を担当し、妹が作画を担当するという役割分担になっている。巻末のおまけ漫画を読む限り、姉の方は中国語ができるようであるが、妹の方は中国語ができないようである（ただし、何とかコミュニケーションを図ろうとしている）。そのためか、おまけ漫画では妹の方が質問役、姉の方がそれに回答する形式になっていることが多い。

## 経歴
1996年、『mimi』（講談社）3月号掲載の「双華虚夢」でmimi&kiss新人漫画賞を受賞し、デビュー（ただし、当時のペンネームは異なる）。
『ミステリーDX増刊歴史ロマンDX』（角川書店）1997年秋の号に「虞美人草」の読切を掲載。
1998年発行の『プリンセスGOLD』ベストセレクション（秋田書店）に「江東の暁」の読切を掲載。同作品は『プリンセスGOLD』1999年1月号より2000年1月号まで掲載され、連載デビューを果たす。単行本は全2巻が刊行され、初の単行本となった。以降、『プリンセスGOLD』を主な活動の場とするようになる。

## 作品リスト

### 連載作品
- 江東の暁（プリンセスGOLD 1999年1月号 - 2000年1月号、全2巻）
『三国志演義』ではなく『正史 三国志』（ちくま学芸文庫）を題材とし、若き周瑜（初登場時13歳）を主人公に孫策との交流を描いた歴史漫画。
- 北宋風雲伝（プリンセスGOLD 2000年5月号 - 2008年5月号、全16巻）
武侠小説『三侠五義』を原案とし、北宋を舞台とした漫画。
- 新☆再生縁（プリンセスGOLD 2009年11+12月号 - 2018年11月号（休載期間含む）、全11巻）
『再生縁』を原案とし、明代を舞台とした漫画。

### 読切作品
雑誌掲載
- 双華虚夢（mimi 1996年3月号）
デビュー作。前漢代を舞台に、趙飛燕・趙合徳姉妹の愛憎劇を描く。当時のペンネームは現在のものとは異なっている。単行本未収録。
- 虞美人草（ミステリーDX増刊歴史ロマンDX 1997年秋の号）
秦代を舞台に、項羽と虞美人の恋愛を描く。単行本未収録。
- 江東の暁（プリンセスGOLD 1998年ベストセレクション）
『江東の暁』1巻に「麒麟児」のサブタイトルで収録。

アンソロジーコミックス掲載
- 連瑣（幻想ファンタジーvol.9 青竜抄、ホーム社、2007年4月25日）
- 瑞雲（幻想ファンタジーvol.10 白虎抄、ホーム社、2007年10月25日）
- 画壁（幻想ファンタジーvol.12 玄武抄、ホーム社、2008年10月24日）
- 画皮（幻想ラビリンスvol.1 水晶宮、ホーム社、2009年4月24日）
- 五通（幻想ラビリンスvol.2 翡翠宮、ホーム社、2009年10月23日）

※アンソロジーコミックス掲載分の5作は全て短編集『明朝幻想夜話〜「聊斎志異」選集〜』（ホーム社刊）に収録。

### 短編集
- 明朝幻想夜話〜「聊斎志異」選集〜（ホーム社）
  1. 2010年4月28日発売 ISBN 978-4834261936

### 表紙挿絵画
- 仙侠五花剣（2020年、翠琥出版、海上剣痴（著）、八木原一恵（日本語翻訳）、ISBN 978-4907463106） - 表紙画